# Костыши
Костыши — деревня в Щёлковском районе Московской области России, входит в состав городского поселения Фряново. Население — 88 чел. (2010).

## География
Деревня Костыши расположена на северо-востоке Московской области, в северо-восточной части Щёлковского района, примерно в 46 км к северо-востоку от Московской кольцевой автодороги и 31 км от одноимённой железнодорожной станции города Щёлково, в устье впадающей в Дубенку небольшой речки Бродок бассейна Клязьмы.
В 1,5 км юго-восточнее деревни проходит Фряновское шоссе Р110, в 14 км к северо-востоку — Московское большое кольцо А108, в 13 км к юго-западу — Московское малое кольцо А107, в 18 км к северо-западу — Ярославское шоссе М8. Ближайшие населённые пункты — деревни Маврино, Мосальское и Степаньково.
В деревне одна улица — Новая; приписано садоводческое товарищество (СНТ).
Связана автобусным сообщением с рабочим посёлком Фряново, городами Москвой и Щёлково (маршруты № 35, 335).

## Население
| 1852 | 1859 | 1869 | 1899 | 1926 | 2002 | 2006 |
| ---- | ---- | ---- | ---- | ---- | ---- | ---- |
| 139  | ↘134 | ↘89  | ↘55  | ↗99  | ↘79  | ↗110 |
| 2010 |      |      |      |      |      |      |
| ↘88  |      |      |      |      |      |      |

## История
Костыши упоминаются в писцовой книге 1585 года как село Желтухино, Лихарево тож:

…за Казанскимъ толмачемъ Теникѣемъ Янчюринымъ въ вотчинѣ погостъ въ Желтухинѣ, на рѣчкѣ Дубенкѣ, а на погостѣ церковь Николы Чюдотворца древяна клѣтцки…— Исторические материалы о церквах и сёлах XVI—XVIII ст.
В середине XIX века сельцо Костыши относилось ко 2-му стану Богородского уезда Московской губернии и принадлежало коллежскому регистратору Вере Михайловне Пантелеевой. В сельце было 15 дворов, крестьян 69 душ мужского пола и 70 душ женского.
В «Списке населённых мест» 1862 года Костыши (Никольское) — владельческое село 2-го стана Богородского уезда Московской губернии по правую сторону Троицкого тракта (из Богородска в Сергиевскую Лавру), в 30 верстах от уездного города и становой квартиры, при реке Дубенке, с 31 двором и 134 жителями (66 мужчин, 68 женщин).
По данным на 1869 год — сельцо Аксёновской волости 3-го стана Богородского уезда с 23 дворами, 31 деревянным домом, хлебным запасным магазином, бумаготкацким заведением и 89 жителями (40 мужчин, 49 женщин), из которых 1 грамотный. Количество земли составляло 168 десятин, в том числе 42 десяты пахотной. Имелось 14 лошадей и 18 единиц рогатого скота.
В 1913 году — 15 дворов.
По материалам Всесоюзной переписи населения 1926 года — деревня Мавринского сельсовета Аксёновской волости Богородского уезда в 2 км от Фряновского шоссе и 36 км от станции Щёлково Северной железной дороги, проживало 99 жителей (43 мужчины, 56 женщин), насчитывалось 22 хозяйства (21 крестьянское).
С 1929 года — населённый пункт Московской области в составе:
- Гаврилковского сельсовета Щёлковского района (1929—1954)[18],
- Головинского сельсовета Щёлковского района (1954—1959, 1960—1963, 1965—1994)[19][20][21],
- Головинского сельсовета Балашихинского района (1959—1960)[19][22],
- Головинского сельсовета Мытищинского укрупнённого сельского района (1963—1965)[23],
- Головинского сельского округа Щёлковского района (1994—2006)[21],
- городского поселения Фряново Щёлковского муниципального района (2006 — н. в.)[24][25].

## Русская православная церковь
Часовня Иконы Божией Матери Страстная. Деревянная часовня у источника, по преданию поставленная у места обретения в XVIII веке иконы Богоматери «Страстная». Была приписана к церкви в Маврино, разрушена в середине XX века. Примерно в 2006 году сооружён новый кирпичный часовенный столб.